# フレドリク・ウレーン
フレドリク・ウレーン（Fredrik Ullén, 1968年 ヴェステロース – ）はスウェーデンの精神科医・クラシック音楽のピアニスト。

## 略歴
ストックホルム音楽大学にてグンナル・ハルハーゲンやイレーネ・マンハイマーらに師事。その後ヘルシンキのシベリウス音楽院にてリーサ・ポホョラにも師事した。
BISレーベルの専属アーティストとして、リゲティのピアノ曲全集や、ショパンの《子犬のワルツ》のトランスクリプション集、リスト＆メシアン曲集等を発表してきた。中でも特筆すべき業績はソラブジの大作『超絶技巧練習曲集』の全曲録音である。ウレーンは約15年に渡ってこの録音に取り組み、2020年に完成させた。これは今のところ同曲集の唯一の全曲録音である。発表された音源はいずれも評論家から高く評価されており、今後はシュニトケやペルト、アイヴズのピアノ曲全集を録音する計画である。
ヴィルトーゾとして有名なコンスタンティン・シチェルバコフ、マルカンドレ・アムランをも凌ぐ現代の最高の技巧派ピアニストとして知られているが、決して技巧のみには走ることはせず、洗練された音、知的な解釈と共に音楽的な演奏を繰り広げている。
メシアン、リゲティを録音していることからもわかるように、ウレーンは現代音楽にも深い関心を寄せており、演奏する対象が複雑であればあるほど、また困難であればあるほど意欲的に対象に取り組んでいる。アメリカの作曲家、ジョージ・フリンの2時間に及ぶ連作《三位一体（Trinity ）》のような、集中力の持続を求められる超大作を好む傾向も顕著である。
演奏家としての活動に加えて、医師としての立場から、音楽と脳についての科学的な研究にも興味を寄せている。